# Bratske, Verhnodniprovsk
Bratske (în ucraineană Братське) este un sat în așezarea urbană Novomîkolaiivka din raionul Verhnodniprovsk, regiunea Dnipropetrovsk, Ucraina.

## Demografie
Componența lingvistică a localității Bratske
     Ucraineană (91,44%)
     Rusă (6,91%)
     Belarusă (1,66%)
Conform recensământului din 2001, majoritatea populației localității Bratske era vorbitoare de ucraineană (91,44%), existând în minoritate și vorbitori de rusă (6,91%) și belarusă (1,66%).